# Worrolong
Worrolong är en ort i Australien. Den ligger i kommunen Grant och delstaten South Australia, omkring 380 kilometer sydost om delstatshuvudstaden Adelaide.
Närmaste större samhälle är Mount Gambier, nära Worrolong. 
Trakten runt Worrolong består till största delen av jordbruksmark. Runt Worrolong är det mycket glesbefolkat, med 5 invånare per kvadratkilometer. Genomsnittlig årsnederbörd är 896 millimeter. Den regnigaste månaden är juni, med i genomsnitt 151 mm nederbörd, och den torraste är februari, med 15 mm nederbörd.